# Bora Bora
Bora Bora este o insulă vulcanică din atolul cu același nume. Atolul Bora Bora este așezat la 225 km nord-vest de Tahiti. Insula principală are o lungime de 6,5 km și o lățime de 4 km. Atolul aparține colectivității de peste mări franceze, Polinezia franceză.

## Geografie
Formată în urma unor erupții la nivelul fundului oceanic care au forțat lava să treacă de suprafața oceanului, cândva se înălța cam la 1200 m deasupra apei și la 5400 m sub apă. După stingerea vulcanului, lava nu a mai putut să contribuie la crearea insulei, așa că Bora Bora a rămas în seama forțelor de eroziune. Vârfurile Otemanu și Pahia, care se înalță mai mult de 655 m deasupra nivelului mării, reprezintă tot ce a mai rămas din marginea de nord a craterului. Împânzite haotic cu stânci abrupte și abisuri verticale, pantele muntoase sunt azi îmbrăcate într-o bogată vegetație tropicală.

## Istorie
Navigatorii polinezieni au fost primii care au pășit pe insula Bora Bora înainte de secolul al IX-lea. Înaintașii lor erau populația Lapita, o rasă străveche de navigatori pricepuți care au ajuns în Fiji pornind din Noua Guinee în jurul anului 1000 î.Hr. Polinezienii au tăiat o mică parte a pădurii tropicale, au cultivat pământul și au pescuit în apele recifului.

## Turism
Insula Bora Bora este o destinație costisitoare, dar totuși este foarte vizitata.
Cea ce merita de văzut și incercat:
- Snorkeling (veti putea vedea pesti tropicali)
- plimbare cu  jet ski-ul
- scuba diving (puteti descoperi fauna oceanului Pacific)
- plimbari cu submarinul “Spiritul Pacificului” pe langa peretele de coral
- Aqua Safari
- Shark feeding
- vizita la Lagoonarium (un fel de gradina zoologica, dar numai cu pesti)
- puteti sa faceti un tur cu elicopterul
- sa practicati parasailing-ul
- a vizita ferma de perle situata pe insula principala[3]

## Imagini

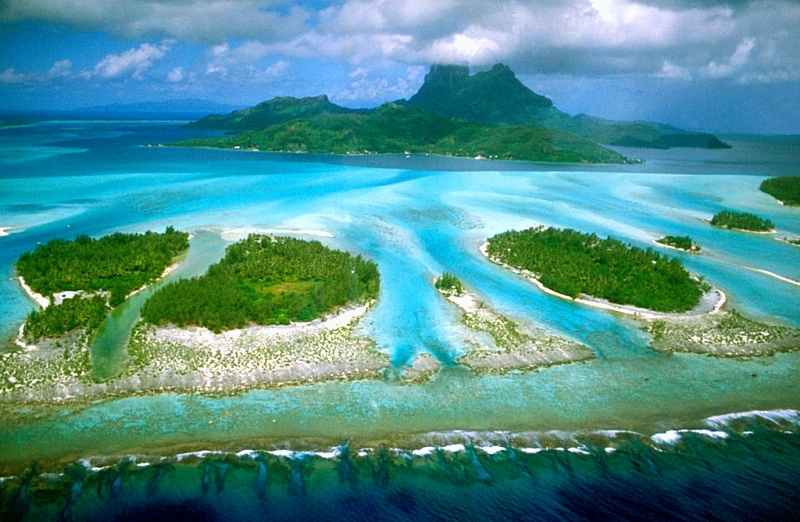
Imagine ariană de Bora Bora
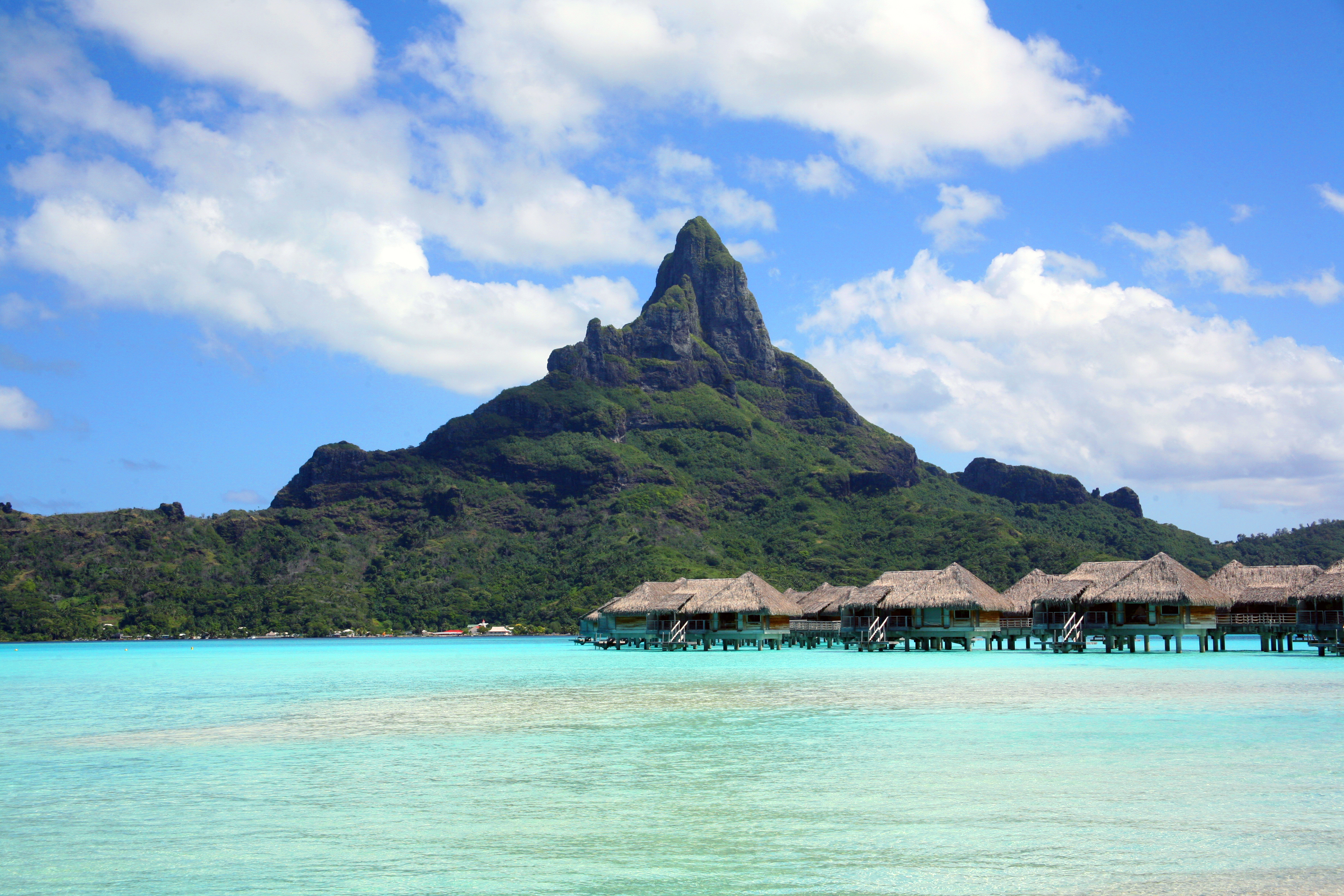
Muntele Otemanu
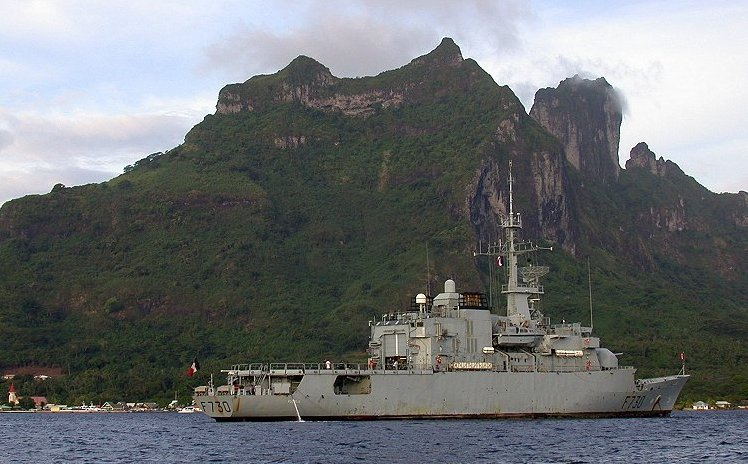
Fregata franceză Floréal
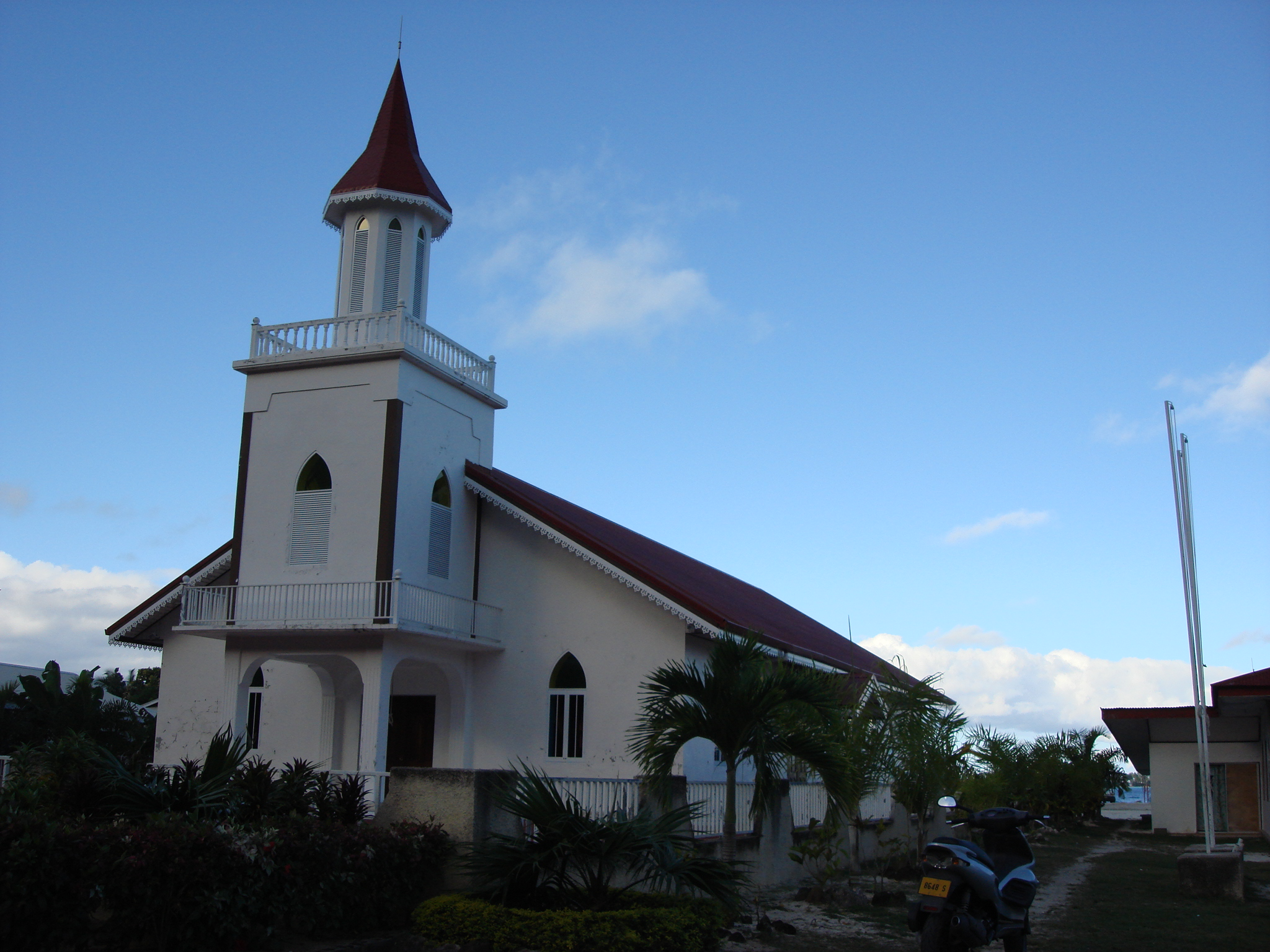
Biserica protestantă Maohi Protestant în Anau
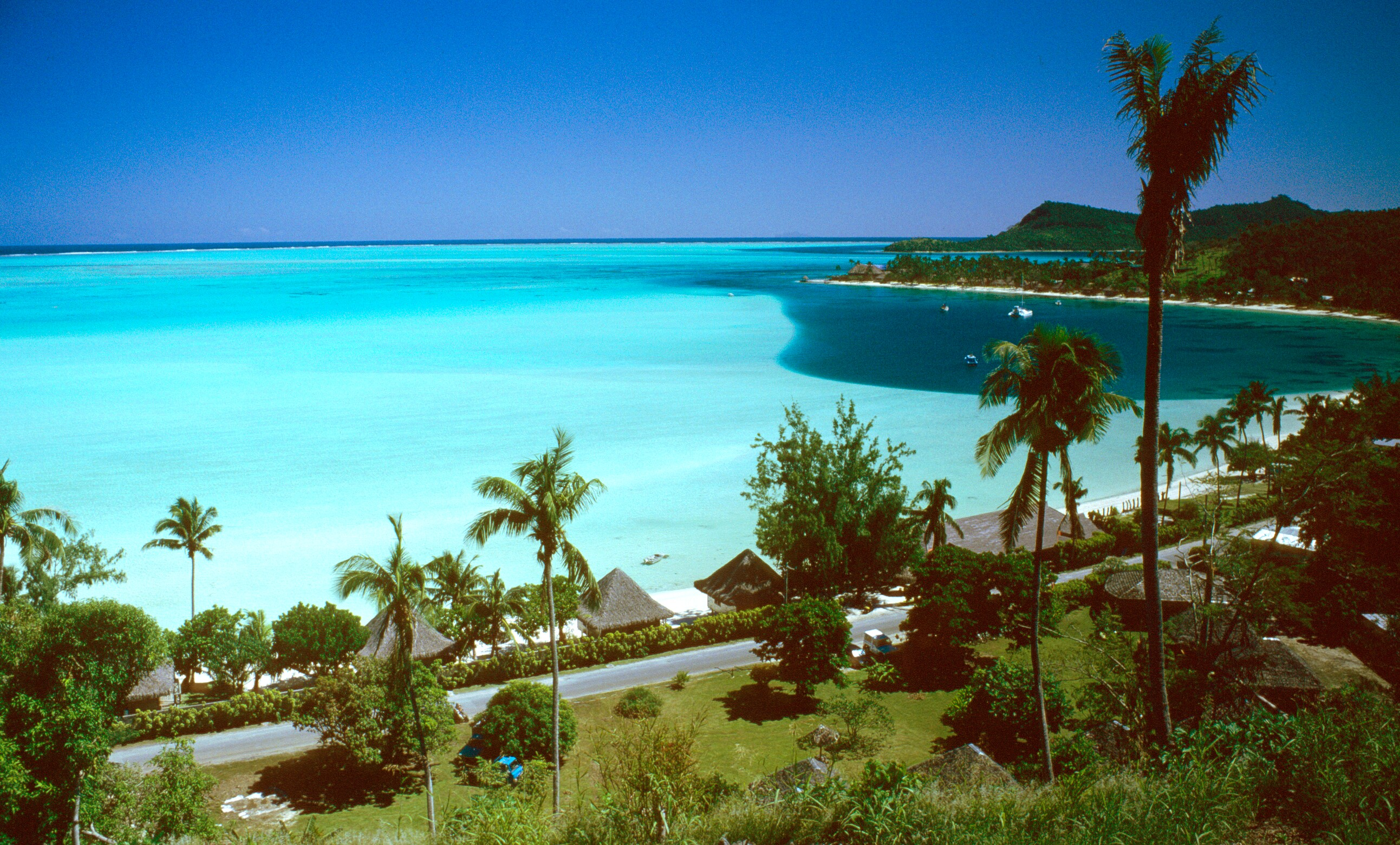
Plaja de Matira
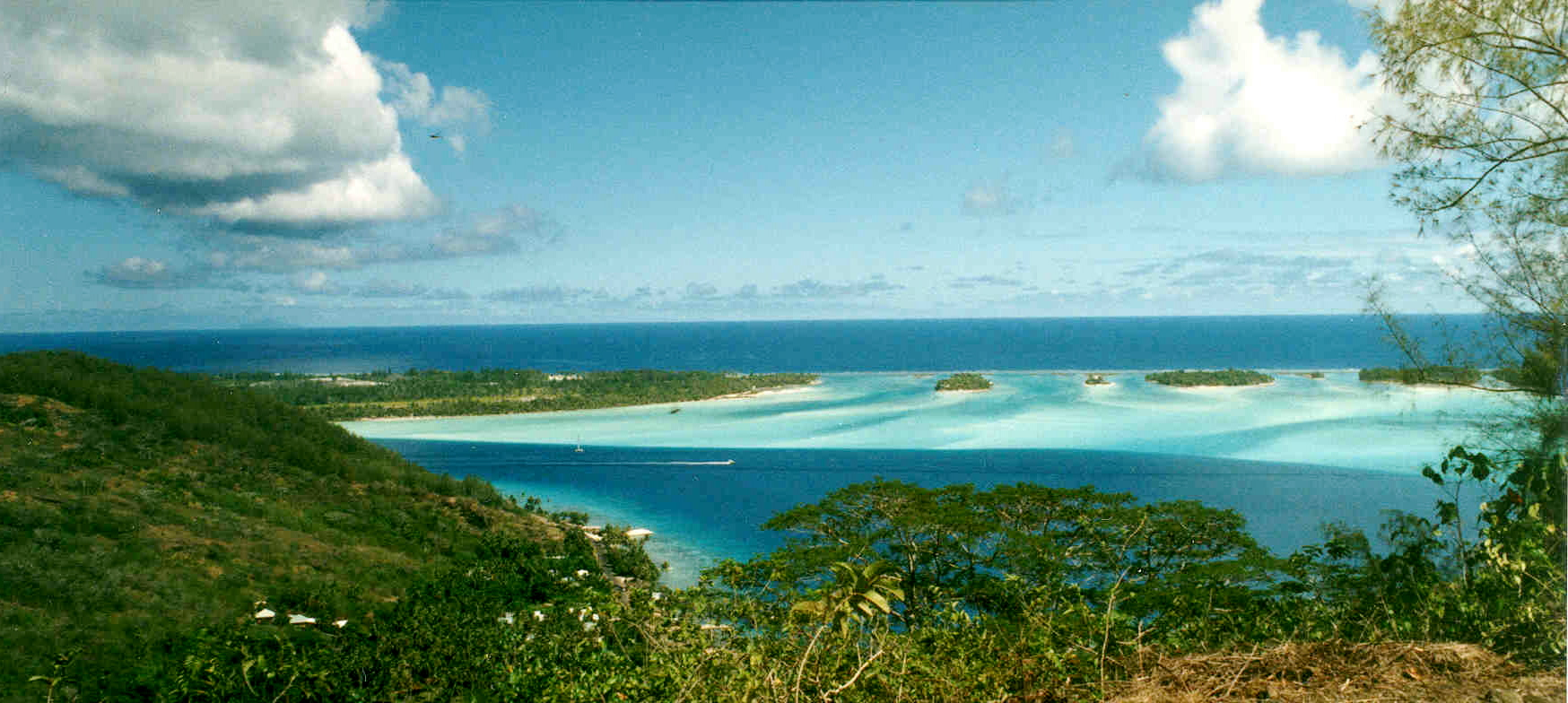
Laguna de Bora Bora
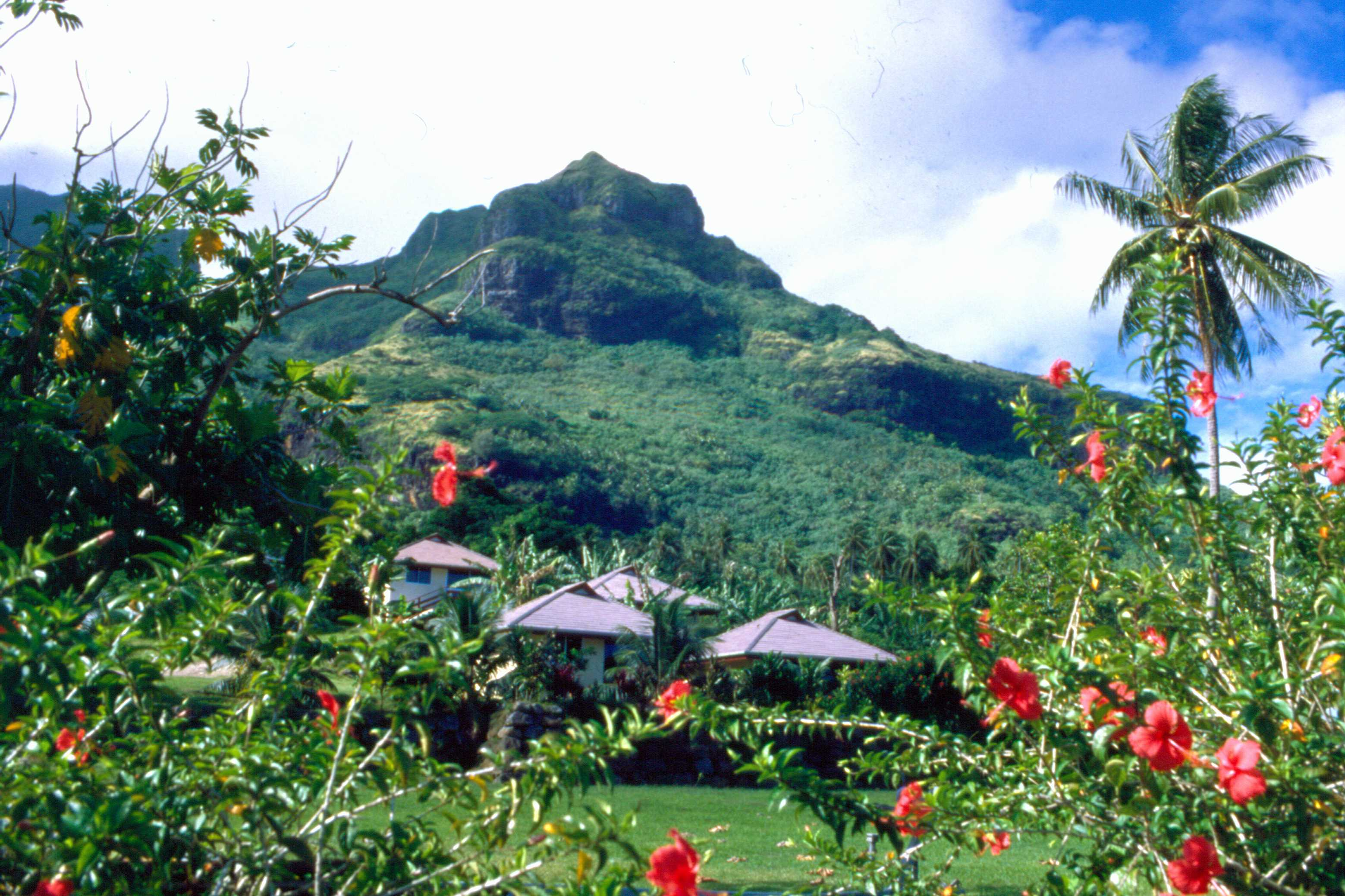
Faanui